# 素敵なあなた (1932年の曲)
「素敵なあなた」（すてきなあなた、イディッシュ語: בײַ מיר ביסטו שעהן、ラテン文字表記 Bei Mir Bistu Shein）は、ショロム・セクンダが作曲した1932年のミュージカル・ナンバー、ジャズ・スタンダード曲。 

## 概要
原題の“Bei Mir Bistu Shein”は、イディッシュ語で、直訳は「私にとって君は美しい」という意味になる。このイディッシュ語を現代標準ドイツ語で表記し直すと„Bei mir bist du schön“となり、こちらの表記が使われることもある。
1932年にブルックリンのパークウェイ劇場で上演されたイディッシュ語のミュージカル『מען קען לעבען, נאָר מען לאָסט נישט』のためにショロム・セクンダが作曲したものが原曲である。後にセクンダは「素敵なあなた」の著作権を30ドルで売ることとなる。
ジョニーとジョージ（Johnnie and George）というアフリカ系アメリカ人のコンビがこの曲をイディッシュ語で歌っていたのが黒人の聴衆に受けているということを、ユダヤ系アメリカ人のサミー・カーン がたまたま知ってこの曲の権利を買った。1937年に、ソール・チャップリンがリフレインを加え、カーンが英語の歌詞を作り、コーラス・グループのアンドリュー・シスターズ録音のレコードを発表して、世界的にヒットした。
本曲の売上は1950年までに3500万枚に達したとされる。

## 主なカヴァー
- ジュディ・ガーランド
- サミー・カーン
- ベニー・グッドマン
- ジューン・クリスティ
- ヴィレッジ・ストンパーズ
- ニーナ・ハーゲン
- ライオネル・ハンプトン
- アッカー・ビルク
- エラ・フィッツジェラルド
- ルイ・プリマ
- テレサ・ブリュワー
- グレン・ミラー
- ツァラー・レアンダー
- マリーン
- 桃井かおり
- 雪村いづみ
- 秋元順子